# Charles-Gaspard De la Rive

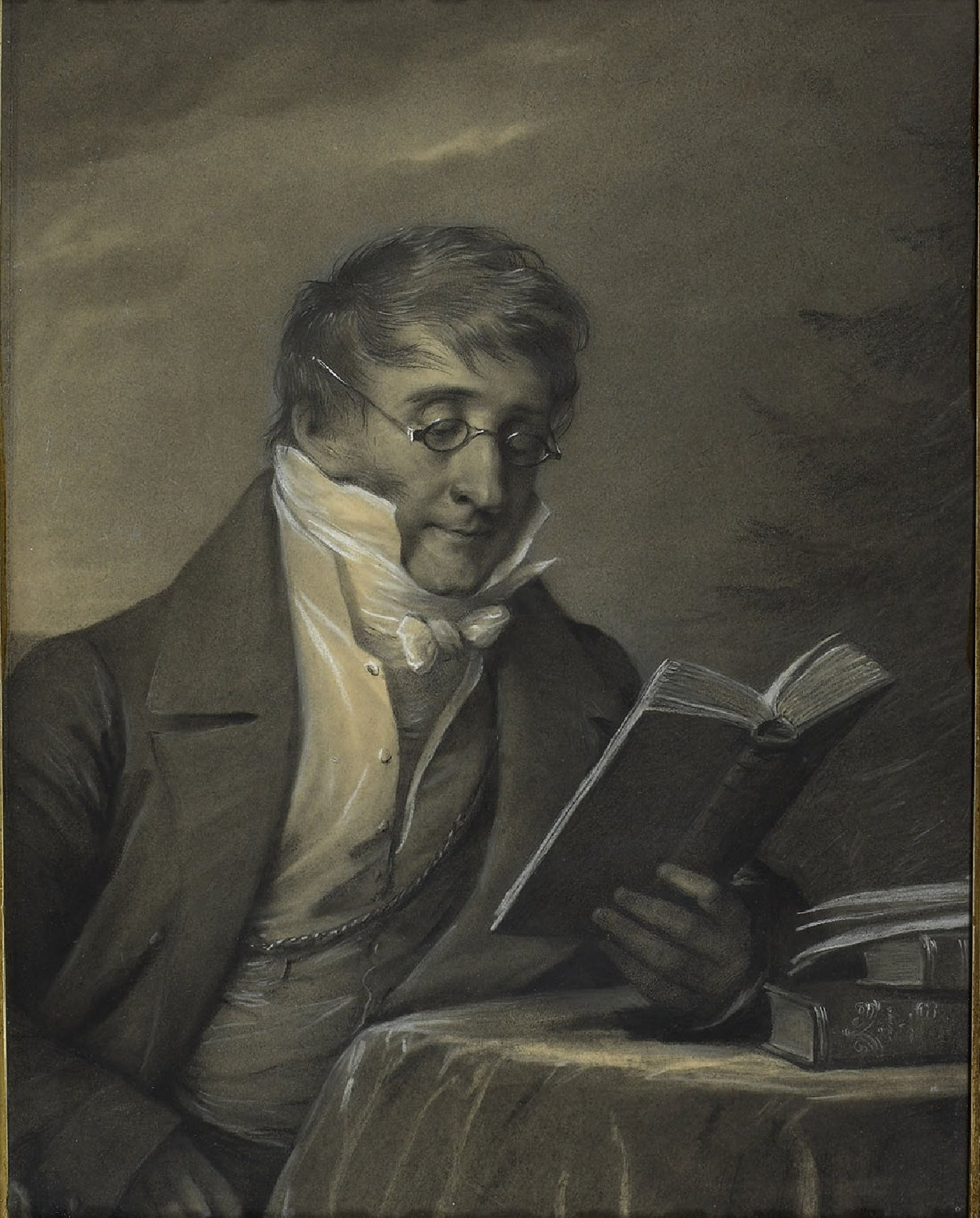
Charles-Gaspard De la Rive

Charles-Gaspard De la Rive (* 14. März 1770 in Genf; † 18. März 1834 ebenda) war eine Schweizer Chemiker und Psychiater.

## Biografie

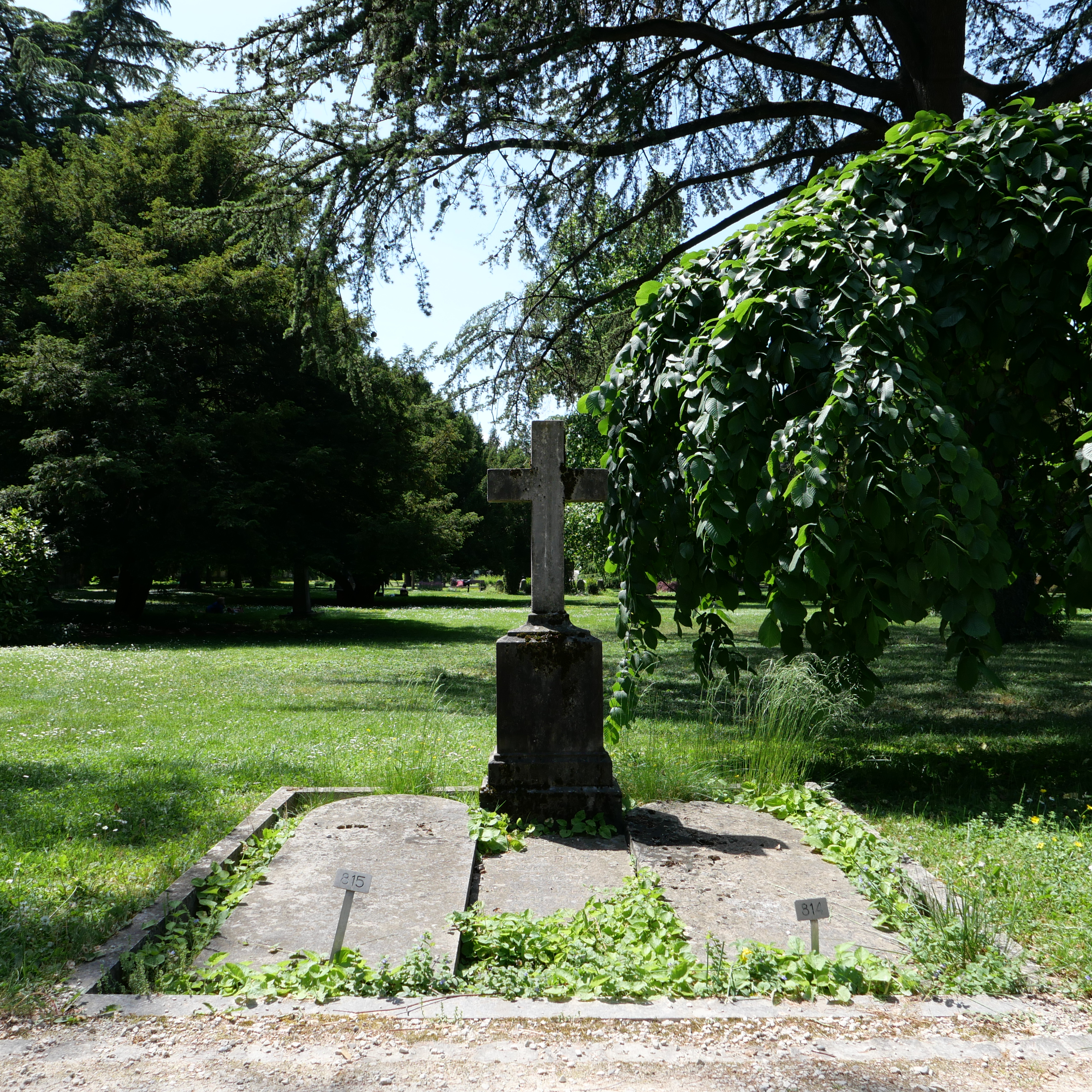
De la Rive`s Grab auf dem Genfer Cimetière des Rois

Seine Eltern waren der Anwalt Jean-Ami De la Rive und Jeanne-Elisabeth, geb. Sellon. 1794, während der Genfer Revolution wurde er als leidenschaftliche Freiheitskämpfer zum Tode verurteilt und floh gemeinsam mit Alexander Marcet nach Schottland. 1797 promovierte er in Edinburgh bei seinem Lehrer John Allen (1771–1843) mit der Arbeit Tentamen physiologicum inaugurale, de calore animali … zum Doktor der Medizin. Er teilt Allens Ansicht, dass die Körperwärme von Tieren auf der Verbrennung von Lebensmittelteilchen im Blut beruht. Anschließend praktizierte er in London, reiste er durch England, besichtigte verschiedene Heilanstalten und kehrte nach Genf zurück.
1801 heiratete er Marguerite Adelaïde, die Tochter des Jean-François Boissier. Im selben Jahr wurde ihr Sohn Auguste Arthur de la Rive geboren. Von 1802 bis 1819 war er an der Genfer Akademie Honorarprofessor für pharmazeutische Chemie. 1811 wurde er in Genf Arzt für Geisteskranke und engagierte sich für den Bau einer zeitgemäßen Anstalt, was aber noch bis 1838 dauern sollte. 1813 wurde er Mitglied des Provisorischen Rats, 1814 bis 1818 des Staatsrats, 1814 bis 1832 des Repräsentierenden Rats und 1817 bis 1818 Erster Syndicus von Genf.
Im Sommer 1814 waren Humphry Davy und Michael Faraday bei ihm zu Gast, später auch André-Marie Ampère. Um 1821 sandte er Faraday einen kleinen Apparat mit einer schwimmenden, sehr empfindlich auf die Annäherung eines Magneten reagierenden Drahtschleife, der für Faradays Forschung eine wichtige Rolle spielte. Er hatte auch die Idee zu einem Galvanometer, dass auf der elektrolytische Zersetzung von Wasser basierte und das Ampere zur Überprüfung des Ladezustands seiner voltaischen Säulen verwendete.
Von 1819 bis 1834 war er Honorarprofessor für allgemeine Chemie an der Akademie und wurde 1823 bis 1825 deren Rektor. Für die Zeitschrift Bibliothèque britannique verfasste er Artikel über Elektrizität und Chemie. Er unterstützte Humphry Davys Ansicht zur Elektrochemie, John Daltons Atomtheorie und Jöns Jakob Berzelius’ Idee der definitiven Proportionen.

## Werke
- Autograph Manuscript on Oersted's discovery of electro-magnetism. Genf 1820